# WorkNC
WorkNC ist eine CAD/CAM-Software, die von der französischen Firma Sescoi für die maschinelle Bearbeitung in 2, 2.5, 3, 3+2 und 5-Achsen entwickelt wird. WorkNC wird von über 25 % der Unternehmen aus führenden Wirtschaftsländern, wie z. B. Japan verwendet und ist besonders dafür bekannt, seit seiner ersten Ausgabe im Jahre 1988 ein besonderes Augenmerk auf Automatisierung und Bedienkomfort zu richten. Im Jahre 2002 wurde WorkNC-CAD eingeführt und machte damit aus WorkNC eine komplette CAD/CAM-Anwendung, einen der weltweiten Marktführer in diesem Bereich. Die typischen Benutzer von WorkNC stammen aus folgenden Industriezweigen: Formenbau, Modellbau, Werkzeugbau, Medizin und Zahnmedizin, Automobil, Luftfahrt, Verteidigung und Ingenieurswesen. Der Support von WorkNC wird über die Sescoi-Niederlassungen in den USA, Großbritannien, Frankreich, Deutschland, Spanien, Japan, Indien, China und Korea abgewickelt und von mehr als 50 Vertriebshändlern geführt.
Sescoi ist auch ein weltweit führender Software-Lieferant von WorkPLAN, einem ERP-System für die Einzelfertigung und MyWorkPLAN, einer Job-Management-Lösung.

## Geschichte

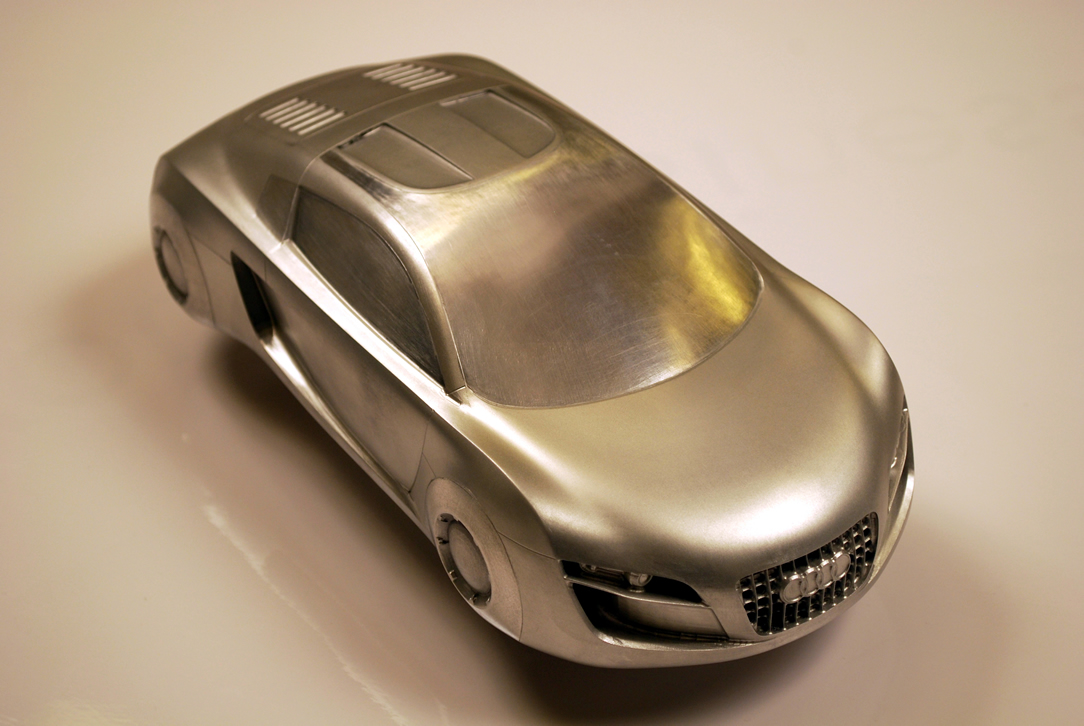
Audi Konzeptfahrzeug, unter Verwendung von WorkNC hergestellt.

Die erste Version der WorkNC CAM Software wurde von Sescoi 1988 herausgegeben. Die Initiatoren hinter dem Produkt waren Bruno Marko, Sescois Geschäftsführer, und Gérard Billard, Leiter F&E Innovation.
In den späten 1980er Jahren war die Programmierung von CNC-Maschinen für komplexe Bauteile eine schwierige und langwierige Angelegenheit. Sescoi hatte den Bedarf an 3-Achsen-CAM-Software erkannt und bahnte den Weg für die Entwicklung eines neuen, zuverlässigen und automatischen 3-Achsen-CAM-Systems. Über die Jahre hat Sescoi die ursprüngliche Philosophie hinter WorkNC bewahrt: Beschleunigung der Fräsbahn-Berechnungen, Sicherstellen optimaler Zuverlässigkeit zur Direktbearbeitung von harten Materialien und maximale Automation und Benutzerfreundlichkeit, damit die Programmierung direkt in der Werkstatt erfolgen kann. Automation ist der Leitfaden, der sich durch die gesamte Geschichte der Software zieht. Gemäß Bruno Marko „war es immer das Ziel von WorkNC, sich der CAM-Einknopf-Programmierung so weit wie möglich zu nähern“.
Der Salomon Konzern war 1988 der erste Kunde, der mit WorkNC arbeitete, und verwendet die Software nun seit mehr als 20 Jahren, um Skischuhe und andere Sportausrüstungen herzustellen. Mit zunehmender Nachfrage nach WorkNC erweiterte Sescoi seinen Geschäftsbereich, indem 1991 eine Zweigstelle in den USA eröffnet wurde, 1995 andere in Deutschland und Japan, eine weitere 1997 in Großbritannien, gefolgt von Spanien, Indien, China und Korea.
2002 erfolgte die Ausgabe von WorkNC-CAD und 2003 WorkNC 5-Achsen.
WorkNC G3, die dritte Generation der Software, mit einer integrierten und intuitiven CAD/CAM Benutzerschnittstelle, erschien 2007. Im Jahre 2008 gab Sescoi WorkXPlore 3D heraus, einen extrem schnellen Viewer zum Visualisieren und Analysieren von 3D-CAD-Modellen in Teamarbeit, ohne dass die originale CAD-Anwendung benötigt wird.
Im Jahr 2009 brachte das Unternehmen WorkNC Dental auf den Markt, eine CAD/CAM-Software für die automatische 3- bis 5-Achsen-Fräsbearbeitung von Prothesen, Implantaten oder Zahngerüsten, sowie WorkNC Wire EDM, eine Software für das Drahterodieren.
Im Jahr 2010 stellte Sescoi die WorkNC Version 21, eine neue 64-Bit-Version mit Multithreading und Parallel Computing vor. Diese zusätzliche Rechenleistung und Speichernutzung sorgt gerade bei großen Bauteilen oder komplexen 5-Achsen Berechnungen für einen deutlichen Geschwindigkeitszuwachs. Die Berechnungszeiten werden zwischen 30 und 70 % reduziert. WorkNC V21 enthält weiterhin verbesserte und neue Bearbeitungsstrategien.

## Funktionen
WorkNC bietet Strategien und Bearbeitungsverfahren für den Werkzeug-, Formen- und Modellbau. Besonderes Augenmerk wird dabei auf die möglichst einfache, automatische Erzeugung passender Strategien für das Fräsen von Bauteilen gelegt. WorkNC bietet Strategien für die 2D-, 2.5D-, 3D-, 4-Achsen-, 5-Achsen-, Auto-5Achsen-, HVR- (High Volume Roughing), HSC- (High Speed Cutting), HPC- (High Performance Cutting), Drahterodieren- und Laser-Bearbeitung an.
Das CAD-Modul WorkNC-CAD ist in die Software integriert und bietet dem Anwender die Möglichkeit, Formtrennungen zu definieren, Elektroden zu erzeugen und Flächen für die Bearbeitung aufzubereiten.
Die hauptsächlichen Funktionen von WorkNC CAM umfassen:
- Automatische Erkennung und Verwaltung von Geometrie und zu bearbeitenden Bereichen
- Automatische HTML Werkstatt-Dokumentation
- Bearbeitung anhand von STL Dateien und Punktwolken
- Benutzerdefinierte Bearbeitungsfolgen für die automatische Bearbeitung
- Berechnungen in Stapelverarbeitung (Batch)
- Dynamisches 3- und 3+2-Rohteil-Management (Fräsbahnaktualisierung in Echtzeit)´
- Erwartete Zeiten der Berechnung und Bearbeitung können WorkPLAN exportiert werden
- Leistungsstarke Werkzeug- und Halterbibliothek (Verwaltung von Halterkomponenten)
- Leistungsstarker Fräsbahn-Editor
- Spezifische flüssige und progressive Fräsbahnen, die für die Hochgeschwindigkeits-Bearbeitung ausgelegt sind
- Umfassender Postprozessor-Generator (NURBS, Zyklen, kreisförmige Interpolation...)
- Virtuelle dreidimensionale Darstellung der Maschinen und Simulation des Fräsbahnablaufs (dynamische Edition von Punkten und Vektoren)
- Vollständige Definition des Rohteils durch den Benutzer (Block, CAD, STL)
- Vollständige Kollisionskontrolle für Werkzeug und Halter mit automatischer Rohteil-Aktualisierung

### Schrupp-Fräsbahnen
- Automatische Berechnung und Bearbeitung von Restmaterialbereichen aufgrund des dynamischen Rohteilmodells
- Fräsbahn-Schruppen Z-Konstant[12] und Restmaterial-Schruppen, für die Hochgeschwindigkeitsbearbeitung (HSM – high speed machining) ausgelegt und optimiert
- Fräsbahnen zur Nacharbeit erlauben die automatische Bearbeitung des Restmaterials mit immer kleineren Werkzeugen
- Eine Reihe von spezifischen Fräsbahnen mit Trochoid-,[13] Spiral- oder Tauchbewegungen, einschließlich HVR (high volume roughing)
- Die Schrupp-Strategien verwenden die Kollisionsprüfung für Werkzeug und Halter mit automatischer Aktualisierung des Rohteils

### Schlicht-Fräsbahnen
- Eine automatische Konvertierung in 5-Achs-Bahnen ist möglich
- Automatische Nacharbeit von Restmaterial mit einer Folge immer kleinerer Werkzeuge
- Eine weite Spanne von Schlicht-Fräsbahnen, die für die Hochgeschwindigkeitsbearbeitung optimiert sind
- Schlichten Z-Konstant, Schlichten Kopieren, Schlichten ebener Flächen, Kontur-Bearbeitung, Schlichten von Kanten
- 3D-Anzeige von Restmaterialbereichen

### 2- und 2.5-Achsen-Fräsbahnen
Die Spanne von 2- und 2½-Achsen-Strategien umfasst:
- Automatische Featureerkennung, Auswahl vordefinierter Bohrungssequenzen, automatisch erzeugte Bohr-Arbeitsgänge, Tieflochbohrungen mit Berücksichtigung von Kreuzungspunkten
- Benutzerspezifischer Postprozessor
- Modul zur automatischen Bohrbearbeitung
- Taschenfräsen, Konturfräsen, Kurven bearbeiten, Kurvenverlauf folgen (Gravieren), Rippenfräsen, Planfräsen, Ausbohren, Gewindebohren...

### 5-Achsen-Fräsbahnen
- 5-Achsen-Abwälzen,[14] Schlichten-Kopieren,[15] Spiralschaufel, Impeller,[16] Röhren, Laser, ...
- Automatische 3- zu 5-Achsen-Konvertierung mit WorkNC Auto 5[17]
- Kollisionserkennung und Management der Maschinengrenzen
- Eine weite Spanne 4- und 5-Achsen-Simultan-Fräsbahnen.[18]

## Importierte CAD-Formate
WorkNC kann Dateien folgender CAD-Formate lesen: DXF, STEP, IGES, CATIA V4 & V5, Unigraphics, SolidWorks, Solid Edge, Parasolid, STL etc.

## Ergänzende Software

### WorkNC Dental

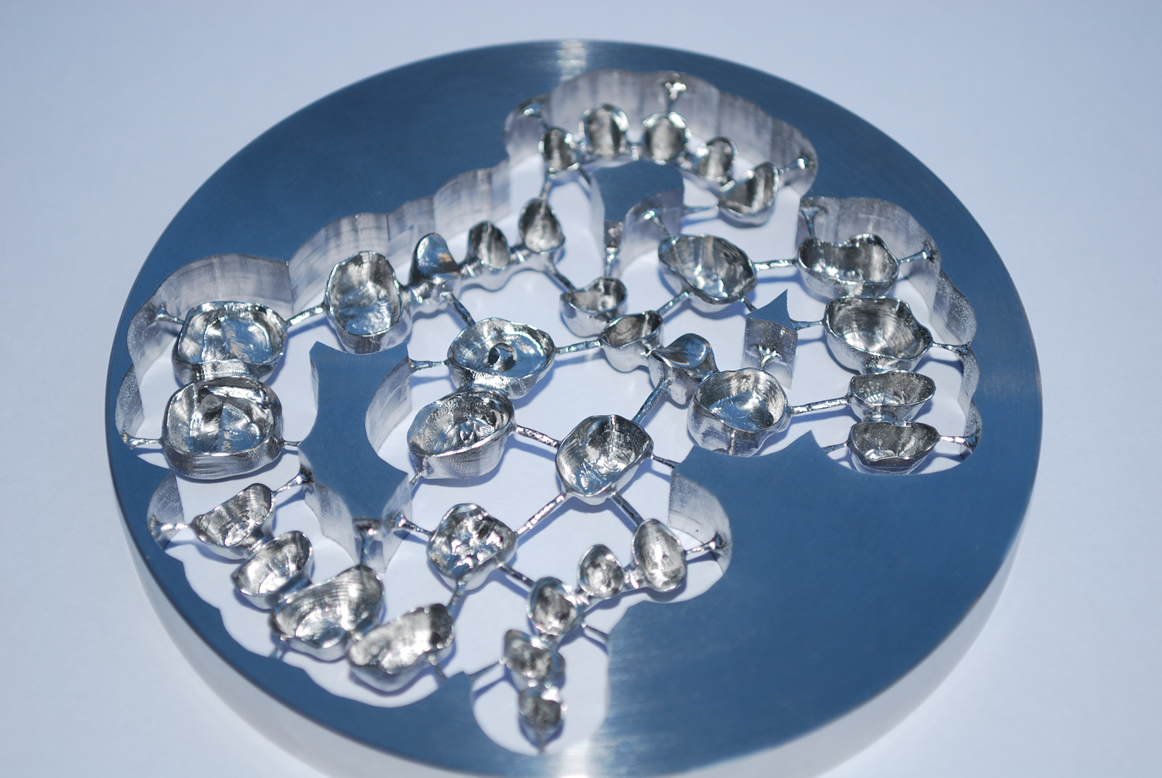
Chrom-Kobalt-Kronen und -Brücken als Zahnersatz bearbeitet mit Hilfe der CAM-Software WorkNC Dental

WorkNC Dental ist die CAD/CAM-Software von Sescoi für die automatische 3- bis 5-Achsen-optimierte Fräsbearbeitung von Prothesen, Implantaten, Kronen, Brücken und Zahngerüsten.
WorkNC Dental verfügt über eine einfach zu verwendende grafische Benutzeroberfläche, die speziell für Zahnlabore und Zahntechniker ausgelegt ist, die keine Experten der Bearbeitungstechnologien sind. Die Software nähert sich weitgehend dem „Einkopf-CAM“ im zahnmedizinischen Bereich und wurde in Zusammenarbeit mit Fachkräften und Organisationen aus Zahnmedizin und -technik entwickelt und getestet. Ihre automatischen 3- und 5-Achs-Fräsbahnen verbinden sich mit der Nesting- und Orientierungs-Technologie für prothetische Implantate. Zusätzlich stehen Werkzeuge zum Hinzufügen von Haltern und Identifikationsmarkierungen zur Verfügung, so dass die Software eine Lösung für die schnelle Herstellung von Prothesen ist.
STL- und native Dental-CAD-Formate werden in WorkNC Dental importiert, damit der Bearbeitungs-Assistent den Benutzer dann durch den Herstellungsprozess führt. Das System wählt automatisch die Werkzeuge, Bearbeitungsfolgen und Schnittbedingungen, die für bestimmte Materialtypen wie Chrom-Cobalt-Molybdän, Titan und Zirconium(IV)-oxid und für bestimmte Prothesentypen wie Kronen und Brücken optimiert wurden. Die komplexe Natur einiger Implantate bedarf der Verwendung von 5-Achsen-Bearbeitungsmethoden, um alle Teile des Werkstücks erreichen zu können. Dazu werden normalerweise hochqualifizierte Programmierer benötigt. WorkNC Dental beseitigt dieses Problem mit seiner automatischen 5-Achsen-Software. Die dem System innewohnende Intelligenz berücksichtigt die Grenzen und Kinematik der Werkzeugmaschine und produziert automatisch zuverlässige und kollisionsfreie 5-Achsen-Fräsbahnen.

### WorkNC MPM (Multi-Part Machining)
WorkNC MPM ist ein CAD/CAM Modul, das dem Benutzer erlaubt, einfach mehrere Teile gleichzeitig auf derselben Maschine zu bearbeiten. Die Maschinenbediener werden mit etlichen Problemen aufgrund der vielen Werkzeugwechsel konfrontiert: Kollisionen, Stillstandszeit und mangelnde Präzision
Das Modul MPM von WorkNC beseitigt diese Probleme und bietet wirklichen Produktivitätszuwachs durch eine Optimierung der Arbeitsgänge. Es ist keine Programmierung erforderlich und es ist auch nicht notwendig, zusätzliche Werkstück-Nullpunkte zu definieren.
Auch die Anzahl der Werkzeugwechsel wird erheblich reduziert. Probleme aufgrund von fehlerhafter Werkzeug-Nummerierung werden beseitigt und es gibt keine Kollisionen zwischen den Werkstücken.
Die Verwendung von vordefinierten Paletten Systemen garantiert eine schnelle und sichere Fräsbearbeitung.
MPM kann die gesamte, mit Elektroden bestückte Palette als ein zu bearbeitendes Bauteil betrachten, wobei jedes Werkzeug für alle Elektroden auf der Palette verwendet wird. Die Software sichert kollisionsfreie Fräsbahnen über die gesamte Palette und vermindert drastisch die Anzahl der Werkzeugwechsel, die anderenfalls nötig wären. MPM ermittelt automatisch eine sichere Rückzugshöhe, die sich aus der höchsten Elektrode ergibt, und die klare Darstellung im Programm ermöglicht dem Bediener, auch kleinste potentielle Probleme sofort zu erkennen.
Die hauptsächlichen Vorteile von WorkNC MPM sind folgende: eine Programmierung auf der Maschine ist nicht nötig, einfache und zuverlässige Positionierung der Werkstücke, mannlose Fräsbearbeitung, optimale Benutzung von Aufspannungen und Paletten, erhebliche Verminderung der Werkzeugwechsel, Flexibilität und Anpassungsfähigkeit bei Änderungen, Spiegeln und Rotation der Werkstücke, ohne eine Neuberechnung der Fräsbahnen vornehmen zu müssen.

### WorkNC LMP (Layer Milling Process)
WorkNC-LMP ist eine CAD/CAM Software, um Teile in Schichten zu fräsen. Vorteile dieser Technologie sind die Möglichkeiten tiefe Sicken und enge Kavitäten zu fräsen.
WorkNC-LMP teilt ein 3D-Modell automatisch in Schichten und generiert Fräsbahnen für jede Schicht. Diese Technologie kann auf jeder Fräseinheit angewendet werden. Die Programmierung und anschließende Fräsbearbeitung wird durch die Aufteilung einer komplexen Geometrie in viele Schichten vereinfacht.
Sescoi entwickelte in Zusammenarbeit mit F. Zimmermann diese Technologie durch die Kombination von der Genauigkeit und Geschwindigkeit von Zimmermann LMC (Layer Milling Centre) mit Sescoi’s WorkNC-LMP. Mit der Benutzung dieser Software in Verbindung mit der Fräsmaschine, alle Fräsbahnen und Maschinenbedienungssequenzen wurden automatisch generiert und ein mannloser Betrieb war möglich.
Die LMC arbeitet unter Benutzung von Hochgeschwindigkeitsbearbeitung von unten nach oben, um jede Schicht herzustellen. Jede Schicht wird nacheinander geschruppt und geschlichtet und wird dann mit der nächsten Platte verklebt. Diese wird im nächsten Schritt wiederum bearbeitet und somit wird das Werkzeug nach und nach aufgebaut. WorkNC-LMP arbeitet automatisch vom CAD-Modell bis zum fertigen Werkzeug. Diese Technologie ist ideal für die Hochgeschwindigkeitsbearbeitung mit kurzen Fräsern und Reduzierung von Kollisionen. WorkNC-LMP erlaubt die Auswahl von Materialien aus einer Materialbibliothek und Einstellung von Oberflächenqualität, sowie die Einstellung der Klebermenge. Überflüssiger Kleber wird durch die Überlappung von Fräsbahnen entfernt. Die Software ermöglicht eine visuelle Kontrolle der Fräsbahnen sowie eine Abschätzung der Fräszeit.
WorkNC-LMC kombiniert die Vorteile des konventionellen Fräsens mit den Vorteilen von Generativen Fertigungsverfahren des Rapid Prototypings.

### WorkNC-CAD
WorkNC-CAD ist eine CAD-Software für die Fertigung, die sowohl Funktionen zur Modellierung von Flächen als auch von Festkörpern enthält. Die Software ist kostenfrei standardmäßig als Komponente in WorkNC enthalten. Bietet sie alle Features, um Formen und Werkzeuge zu konstruieren und herzustellen, ohne dass zusätzliche Anwendungen oder Zulieferer gebraucht werden.
WorkNC-CAD verfügt über fortgeschrittene und intelligente Funktionen zum Wandeln von Flächen, um einfache oder komplexe Kavitäten zu füllen, über eine automatische 2D Feature-Erkennung und Zyklusdefinition für Bohren, Senken, Reiben und Gewindeschneiden, und über eine automatische Trennung von Kern und Matrize.

### WorkNC-CAD Hybrid Modeling
WorkNC-CAD Hybrid Modeling (HM) ist eine 3D-CAD-Software, die von Sescoi 2010 für Design und Vorbereitung der maschinellen Fertigung entwickelt wurde. Sie kann komplexe Flächen zu erzeugen und verfügt über integrierte Funktionen zur Modellierung von Solids in einer benutzerfreundlichen Umgebung. Die Software kann als unabhängiges CAD-Produkt verwendet werden. Sie nutzt D-Cubed Software-Komponenten von Siemens PLM.
WorkNC-CAD HM verwendet parametrische Funktionen auf Solid- und Flächenmodellen, um CAD Geometrien einfach zu editieren und zu modifizieren. Außer einer Vielzahl von CAD Schnittstellen enthält das Programm auch Module für die Erzeugung von Elektroden, der Trennung von Kern/Matrize und zum Drahterodieren. Das WorkNC Elektroden Modul nutzt die Möglichkeiten von WorkNC-CAD Hybrid Modeling zum Ableiten der formgebenden Elektrodengeometrie direkt aus dem Solid- oder Flächenmodell. Die Elektrode kann jederzeit geändert und modifiziert werden und es können Halter und Rohteile aus einer Bibliothek hinzugefügt werden, um eine vollständige Elektrode herzustellen. Die Kollisionsprüfung von WorkNC stellt sicher, dass die Elektrode nicht mit dem Werkstück kollidiert, indem ggf. automatisch Verlängerungen hinzugefügt werden. Die Software generiert eine Dokumentation und das Koordinatensystem der Elektrode, um eine korrekte Positionierung für die Funkenerosion zu gewährleisten.
WorkNC-CAD Hybrid Modeling enthält u. a. folgende Funktionen:
- Echtzeit-Vorschau für Flächen- und Solid Modellierungsfunktionen
- Großer, grafischer Visualisierungsbereich
- Konstruktionsbaum für einfaches Management der CAD/CAM Elemente
- Kontextmenüs, auf die sowohl im Konstruktionsbaum als auch im Anzeigebereich zugegriffen werden kann
- Voll konfigurierbare Benutzeroberfläche (Tastenkombinationen, Position der anpassbaren Symbolleisten)
- Zugriff zu den Funktionen dem Kontext entsprechend

Wenn das System als eigenständige Software in den technischen Bereichen der Unternehmen verwendet wird, verfügen Werkzeug- und Formenbauer über ein komplettes, integriertes CAD/CAM Produkt für das gesamte Herstellungsverfahren.

### WorkXPlore 3D
WorkXPlore 3D ist ein extrem schneller Viewer (Dateibetrachter) zum Visualisieren und Analysieren von 3D-CAD-Modellen in Teamarbeit, ohne auf die originale CAD-Anwendung zurückgreifen zu müssen. Die Software ist ganz einfach zu verwenden und so ausgelegt, dass auch Nichtexperten im CAD-Bereich alle Arten von 2D/3D-CAD-Dateien untersuchen können. Mit WorkXPlore 3D kann der Benutzer Messungen an 3D-Geometrien vornehmen und spezielle Analysetools erlauben die Bestimmung von hinterschnittenen Bereichen sowie ebenen Flächen, Materialstärken, Volumen, Flächeninhalten, Gewicht. Auch die Visualisierung dynamischer Schnitte kann erfolgen. 2D-Zeichnungen werden nicht mehr gebraucht, da Bemaßungen für Größe und Geometrie, Anmerkungen und Labels direkt in das 3D-Modell eingefügt werden können.
WorkXPlore 3D erlaubt dem Benutzer 3D-Teile und Baugruppen Subunternehmern, Kunden und Mitarbeitern ganz einfach zur Verfügung stellen. Dazu ist eine kompakte und reduzierte Anwendung vorhanden, die als ausführbare Datei ganz leicht via Internet versandt werden kann. Der Empfänger kann sich sofort das 3D-Modell anzeigen lassen und damit arbeiten. WorkXPlore 3D kann große 3D-Dateien extrem schnell öffnen und verarbeiten. Eine kostenlose Viewer-Version und eine Gratis-Testversion sind verfügbar.